# Kieren Perkins
Kieren John Perkins (Brisbane (Queensland), 14 augustus 1973) is een Australische zwemmer en tweevoudig olympisch kampioen, op de 1500 meter vrije slag.

## Zwemcarrière
Bij zijn internationale debuut, op de Gemenebestspelen 1990 in Auckland, Nieuw-Zeeland, sleepte Perkins de zilveren medaille in de wacht op de 1500 meter vrije slag. Op de wereldkampioenschappen zwemmen 1991 in Perth werd de Australiër vice-wereldkampioen op de 1500 meter vrije slag, op 0,22 seconde van de Duitser Jörg Hoffmann. In Edmonton, Canada nam Perkins deel aan de Pan Pacific kampioenschappen zwemmen 1991. Op dit toernooi veroverde hij gouden medailles op de 400, 800 en de 1500 meter vrije slag. Op de Olympische Zomerspelen 1992 in Barcelona, Spanje veroverde de Australiër de olympische titel op de 1500 meter vrije slag. Op de 400 meter vrije slag eindigde hij achter Jevgeni Sadovy als tweede.

### 1993-1996
Op de Pan Pacific kampioenschappen zwemmen 1993 in Kobe, Japan sleepte Perkins de gouden medaille in de wacht op de 400, 800 en de 1500 meter vrije slag. Op de Gemenebestspelen 1994 in Victoria veroverde de Australiër de gouden medaille op de 200, 400 en 1500 meter vrije slag. In Rome, Italië nam Perkins deel aan de Wereldkampioenschappen zwemmen 1994. Op dit toernooi legde hij beslag op de wereldtitels op de 400 en de 1500 meter vrije slag. Op de Pan Pacific kampioenschappen zwemmen 1995 in Atlanta, Verenigde Staten veroverde de Australiër de gouden medaille op de 1500 meter vrije slag en de zilveren op de 800 meter vrije slag. Op de Olympische Zomerspelen 1996 in Atlanta sleepte Perkins opnieuw de gouden medaille in de wacht op de 1500 meter vrije slag. Doordat hij zich als achtste kwalificeerde voor de finale leverde hij deze prestatie vanuit baan acht.

### 1997-2000
Op de Gemenebestspelen 1998 in Kuala Lumpur, Maleisië legde Perkins beslag op de bronzen medaille op de 1500 meter vrije slag. In Sydney nam de Australiër deel aan de Pan Pacific kampioenschappen zwemmen 1999. Op dit toernooi wist hij zich niet te kwalificeren voor de finale van de 1500 meter vrije slag. Op de Olympische Zomerspelen 2000 in Sydney sleepte Perkins de zilveren medaille in de wacht op de 1500 meter vrije slag, achter landgenoot Grant Hackett.